# Air North
Air North Charter and Training Ltd. (betrieben als Air North, Yukon’s Airline) ist eine kanadische Fluggesellschaft mit Sitz in Whitehorse, Yukon. Sie betreibt ein Liniennetz innerhalb Yukons und zwischen Yukon, den Nordwest-Territorien, British Columbia, Alberta und saisonal Alaska.

## Geschichte

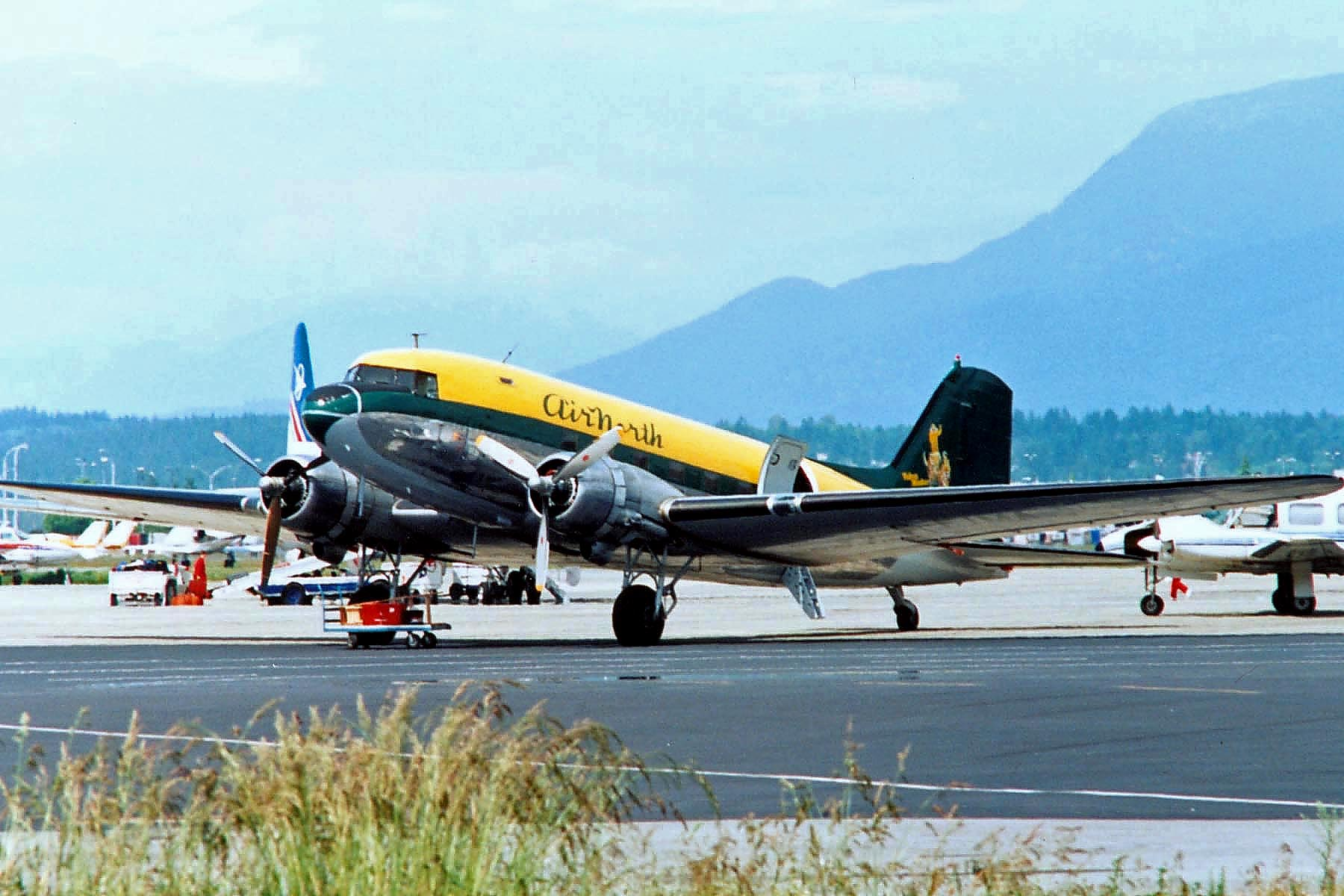
Douglas DC-3 der Air North, 1992

Die Fluggesellschaft wurde 1977 von Joseph Sparling und Tom Wood gegründet und nahm im gleichen Jahr den Flugbetrieb als Chartergesellschaft für die Minengesellschaften mit einer Cessna 206 auf. In den nächsten Jahrzehnten folgten Flugzeuge des Typs Douglas DC-3, Beechcraft Model 18, Douglas DC-4 und einigen Cessna 172, de Havilland Beaver, Otter and Caribou sowie Britten-Norman Islander.
Linienflüge innerhalb Yukons und von Yukon nach Alaska folgten Mitte der 1980er Jahre. 1996 begann die Umstellung von Flugzeugen mit Kolbenmotoren auf Typen mit Turboprop-Antrieb. Die Betriebsaufnahme von zwei Hawker Siddeley 748 (C-FYDU und C-FYDY) erfolgte im Jahr 1998. Weitere drei Flugzeuge (C-FAGI, C-FCSE, und C-FANA) ergänzten die Flotte dieses Typs bei Air North. Die Flugzeuge wurden auch für Frachtflüge verwendet.
2002 erhielt Air North zwei Boeing 737-200 und erweiterte das Streckennetz von Yukon nach Edmonton, Calgary und Vancouver. Bis 2016 bestand die Flotte aus Boeing 737 und Hawker Siddeley 748. Die Letzteren wurden Ende 2020 ausgemustert. 2016 waren zudem die ersten zwei von später drei ATR-42 beschafft worden.
Air North ist im Besitz von Joseph Sparling (51 %) (Vorsitzender der Fluggesellschaft) und Vuntut Development (49 % im Besitz von Indianern vom Stamm der Vuntut Gwitchin). Air North hat 180 Mitarbeiter (Stand: März 2007).

## Ziele
Air North fliegt im Linien- und Charterverkehr nationale Ziele innerhalb Kanadas an. Vom Hauptflughafen Flughafen Whitehorse werden mit Hawker Siddeley 748 die Ziele Dawson City, Old Crow und Inuvik angeflogen. Von Dawson City und Old Crow wird saisonal auch Fairbanks in Alaska angeflogen. Die drei Boeing 737 verbinden Whitehorse mit den Großstädten Vancouver / British Columbia, Edmonton und Calgary / Alberta.

## Flotte

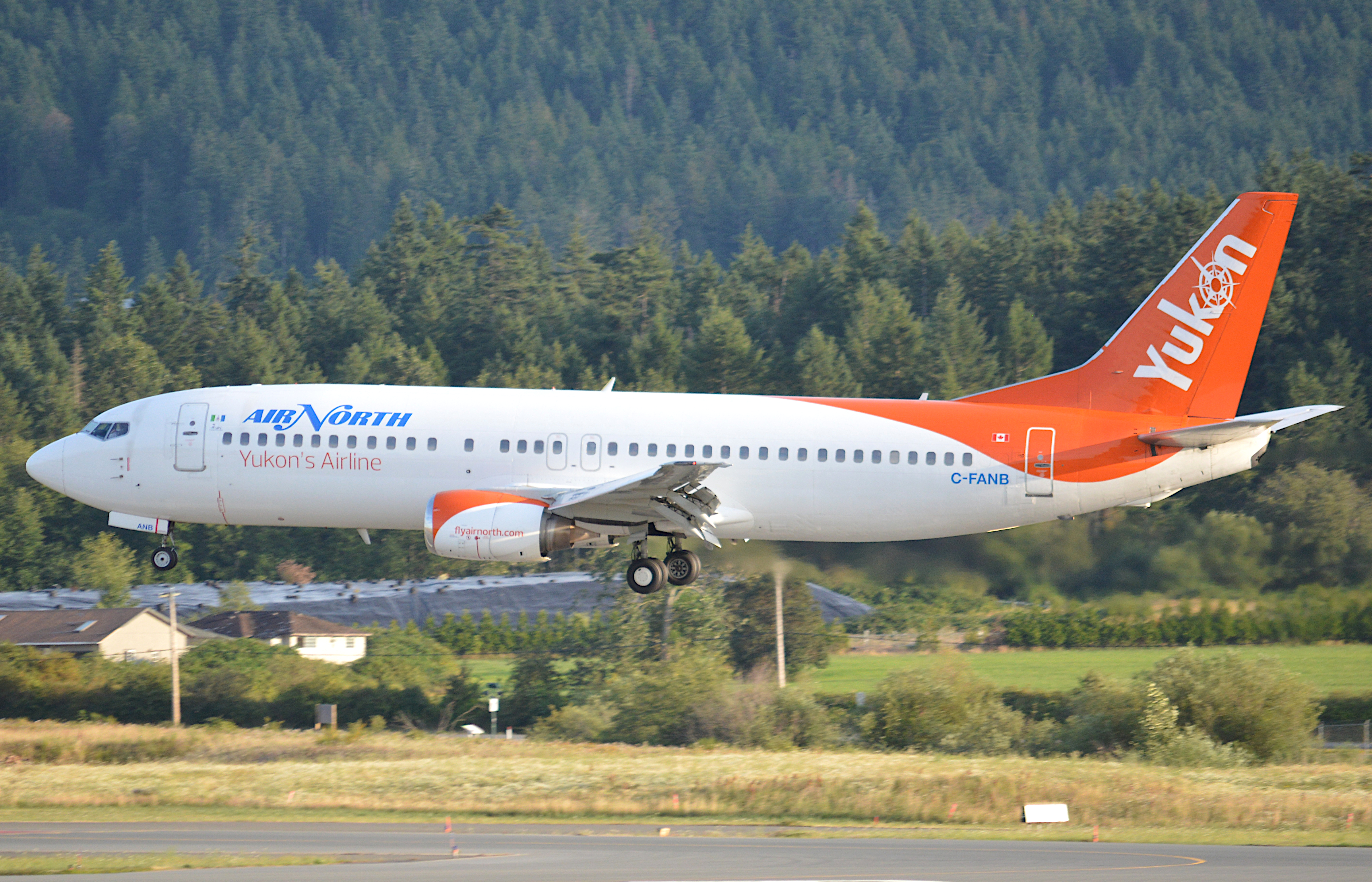
Boeing 737-400 der Air North

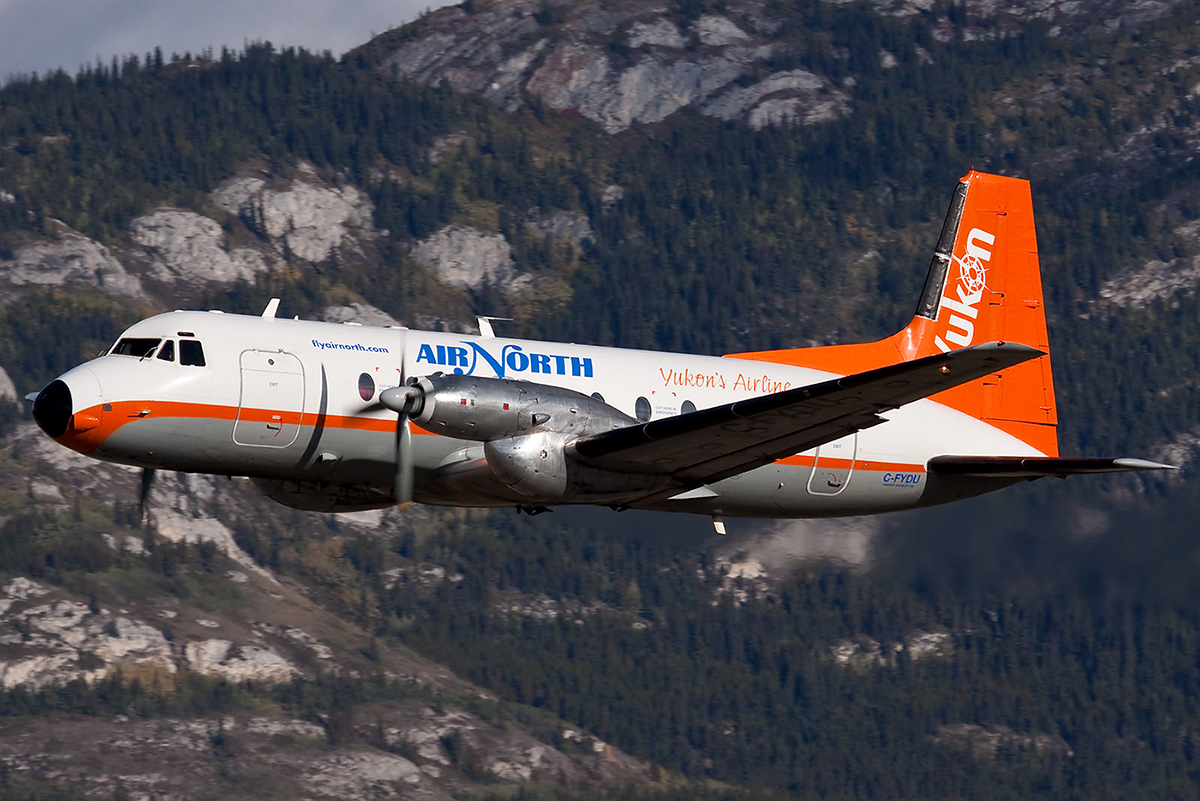
Hawker Siddeley 748 der Air North

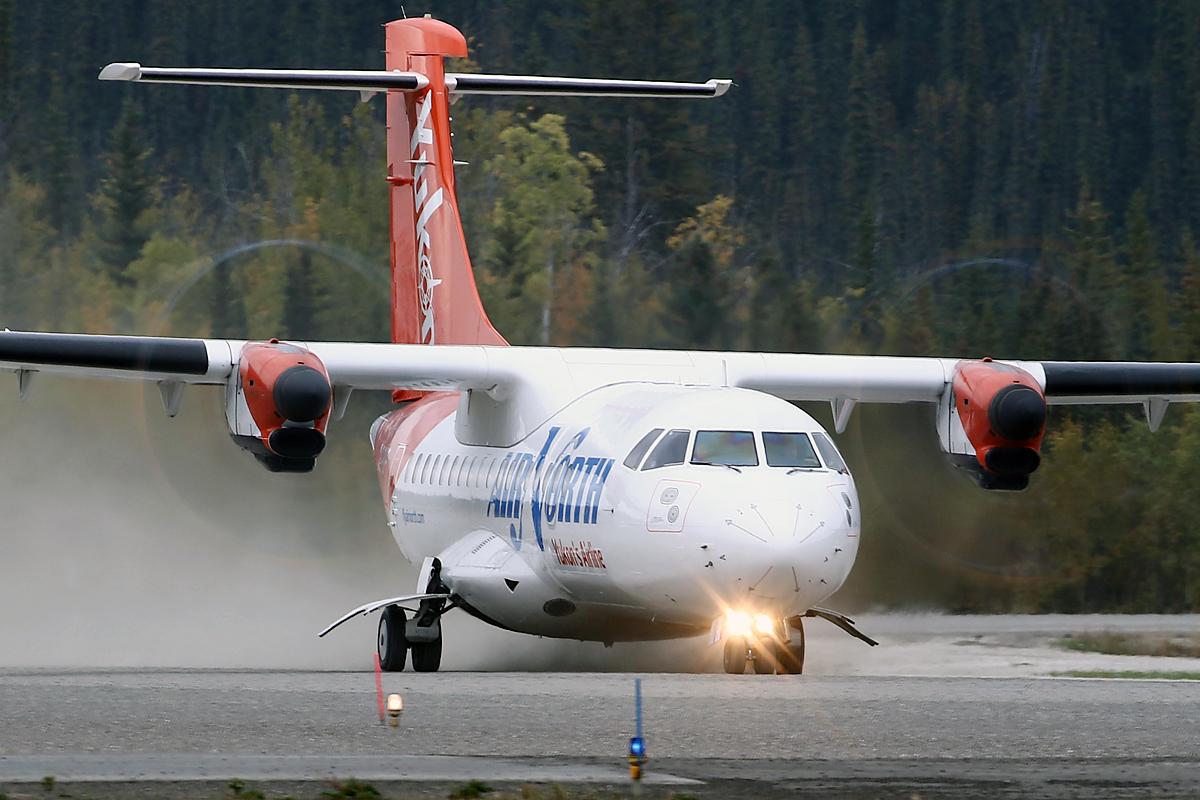
ATR 42-300 der Air North

### Aktuelle Flotte
Mit Stand November 2024 bestand die Flotte der Air North aus elf Flugzeugen mit einem Durchschnittsalter von 29,3 Jahren:
| Flugzeugtyp    | Anzahl | bestellt | Anmerkungen                                  | Sitzplätze |
| -------------- | ------ | -------- | -------------------------------------------- | ---------- |
| ATR 42-300     | 4      |          |                                              | 42 Cargo   |
| Boeing 737-400 | 1      |          | inaktiv                                      | 156        |
| Boeing 737-500 | 4      |          | zwei inaktiv; zwei mit Winglets ausgestattet | 122        |
| Boeing 737-800 | 2      |          | mit Winglets ausgestattet                    | 174        |
| Gesamt         | 11     | -        |                                              |            |

### Aktuelle Sonderbemalungen

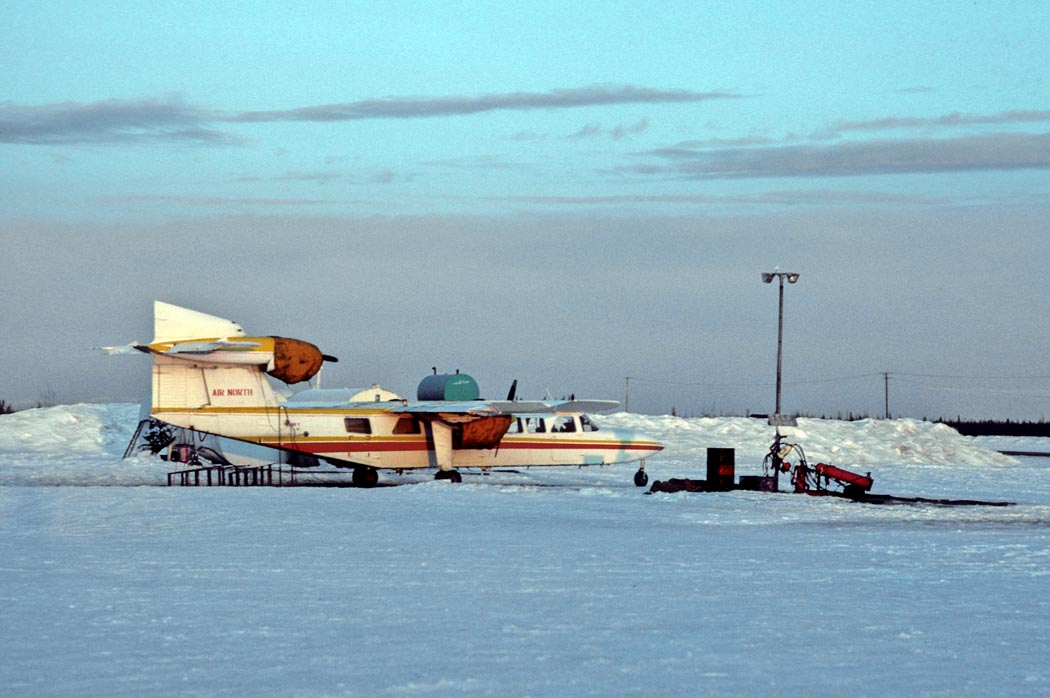
Britten-Norman Trislander der Air North

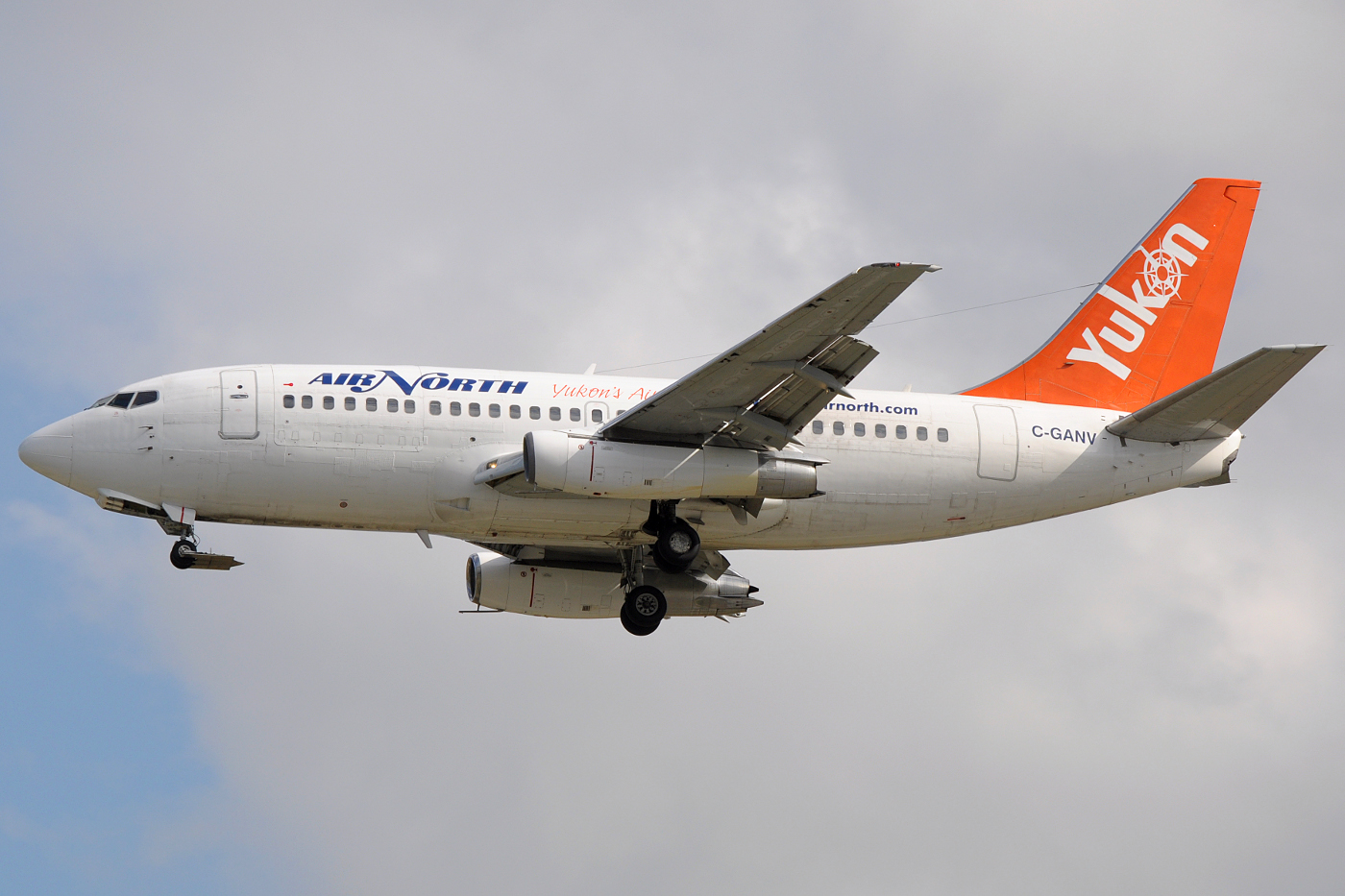
Boeing 737-200 der Air North

| Bemalung                  | Flugzeugtyp | Luftfahrzeugkennzeichen | Zeitraum      | Bild |
| ------------------------- | ----------- | ----------------------- | ------------- | --- |
| Caribou – Vuntut Gwitchin | ATR 42-300  | C-FVGY                  | seit Mai 2021 | Bild gesucht Die Wikipedia wünscht sich an dieser Stelle ein Bild. Weitere Infos zum Motiv findest du vielleicht auf der Diskussionsseite . Falls du dabei helfen möchtest, erklärt die Anleitung , wie das geht. |

### Ehemalige Flugzeugtypen
In der Vergangenheit setzte Air North bereits folgende Flugzeugtypen ein:
- Hawker Siddeley 748 1998–2020[6]
- Boeing 737-200
- Cessna 150
- Cessna 172
- Cessna 185
- Cessna 206
- Cessna 337
- Britten Norman Islander
- Beechcraft 18
- Beechcraft 80
- De Havilland Beaver
- De Havilland Otter
- De Havilland Caribou
- Douglas DC-3
- Douglas DC-4

## Zwischenfälle
Air North verzeichnete in ihrer Geschichte drei gravierende Zwischenfälle, davon zwei mit Todesopfern:
- Am 24. Juni 1983 begann während des Fluges der Motor einer Douglas DC-3 (Luftfahrzeugkennzeichen N95460) zu brennen. Das Flugzeug konnte in Metro Field, Fairbanks notlanden. Personen kamen nicht zu Schaden, aber das Flugzeug musste abgeschrieben werden.[8]

- Am 19. August 1995 startete eine Douglas DC-3/C-47B-1-DL der Air North (C-GZOF) von der Startbahn 08 am Flughafen Vancouver (British Columbia, Kanada), musste aber wegen eines Triebwerksausfalls des Motors Nr. 2 (Propeller mit Überdrehzahl) umkehren. Die DC-3 prallte beim Einkurven auf die Landebahn 30 gegen die Uferböschung des Fraser River. Von den 3 Besatzungsmitgliedern, den einzigen Insassen auf dem Überführungsflug, kam eines ums Leben. Das Flugzeug wurde zerstört.[9]

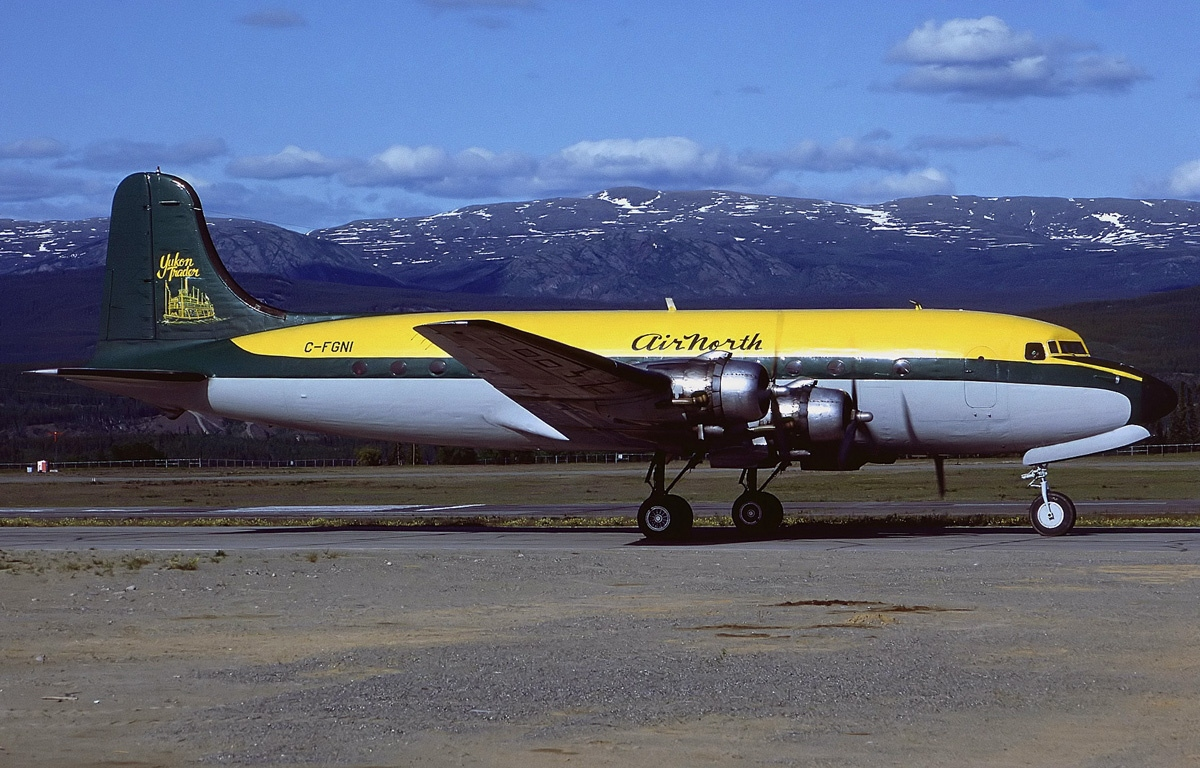
Die am 14. August 1996 am Bronson Creek verunglückte Douglas DC-4 der Air North, 1992

- Am 14. August 1996 entstand am Triebwerk Nr. 2 (links innen) einer Douglas DC-4/C-54A-15-DC der Air North (C-FGNI) ein Feuer, durch das sich schließlich der Motor von der Tragfläche löste. Die Maschine war kurz zuvor mit 7500 kg Fracht auf dem Flugplatz Bronson Creek (British Columbia, Kanada) gestartet. Es gelang nicht, die heftig schüttelnde Maschine gerade zu halten; sie sank immer weiter. In 15 Metern Höhe wurde das Gas heraus genommen, und kurz vor der Wasserung im  Iskut River berührte die brennende linke Tragfläche einen Baum. Alle drei Besatzungsmitglieder, die einzigen Insassen auf dem Frachtflug, konnten das brennende Flugzeug verlassen; der Erste Offizier und der Lademeister schwammen ans Ufer. Der Kapitän wird vermisst; wahrscheinlich ist er ertrunken.[10]